# 리처드 프레이저

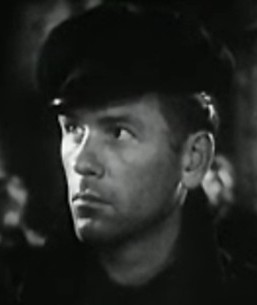

리처드 프레이저(Richard Fraser, 1913년 3월 15일 ~ 1972년 1월 19일)는 영국 스코틀랜드 출신의 배우이다.
에든버러에서 태어났으며 런던에서 사망하였다. 사인은 암이다.

## 영화
- 붉은 다뉴브 (1949년)
- 벨아미의 고백 (1947년)
- 크로크 앤 대거 (1946년)
- 베들램 (1946년)
- 도리언 그레이의 초상 (1945년)
- 엣지 오브 다크니스 (1943년)
- 독수리는 다시 난다 (1941년)
- 나의 계곡은 푸르렀다 (1941년)